# DVD jetable
Le DVD jetable, ou DVD-D (D pour disposable), est un support de stockage optique de type DVD, conditionné dans une pochette hermétique.
L'ouverture de cette pochette par l'utilisateur libère une substance oxydante qui détruit la couche de données au bout de huit heures environ.
L'avantage est de ne pas avoir à retourner le DVD au marchand, après location par exemple : moins de frais de gestion pour le loueur, et moins de déplacements pour le consommateur.
Le DVD jetable est recyclable, mais non biodégradable.